# Ursula Hess
Ursula Hess, född 7 augusti 1946, är en schweizisk bågskytt. Hon deltog vid olympiska sommarspelen 1984.